# Carlos Marcio Camus Larenas
Carlos Marcio Camus Larenas (Valparaíso, 14 gennaio 1927 – Santiago, 16 marzo 2014) è stato un vescovo cattolico cileno.
Ha esercitato un ruolo attivo nella difesa dei diritti umani nel Cile durante la dittatura militare di Pinochet. In un'intervista al quotidiano "El Mercurio" ebbe parole durissime nei confronti del governo del generale Pinochet, affermando, tra l'altro, che si caratterizzava per una sconfinata immoralità. Al "Mercurio" disse che gli autori del fallito attentato compiuto nel settembre 1986 contro Pinochet non dovevano essere ritenuti poi così colpevoli dal punto di vista morale. Questo provocò una nota di protesta ufficiale nei confronti della Santa Sede.

## Biografia
Fu ordinato presbitero per la diocesi di Valparaíso il 21 settembre 1957.
Il 31 gennaio 1968 fu eletto vescovo di Copiapó; ricevette la consacrazione episcopale il successivo 3 marzo.
Trasferito come vescovo alla diocesi di Linares l'11 dicembre 1976, fece il suo ingresso in diocesi il 17 aprile 1977 e ne restò alla guida sino al 17 gennaio 2003.
È morto il 16 marzo 2014 all'età di 87 anni all'ospedale della Pontificia Università Cattolica del Cile di Santiago, dove era stato ricoverato alcune settimane prima a seguito di un'emorragia cerebrale.

## Genealogia episcopale
La genealogia episcopale è:
- Cardinale Scipione Rebiba
- Cardinale Giulio Antonio Santori
- Cardinale Girolamo Bernerio, O.P.
- Arcivescovo Galeazzo Sanvitale
- Cardinale Ludovico Ludovisi
- Cardinale Luigi Caetani
- Cardinale Ulderico Carpegna
- Cardinale Paluzzo Paluzzi Altieri degli Albertoni
- Papa Benedetto XIII
- Papa Benedetto XIV
- Cardinale Enrique Enríquez
- Arcivescovo Manuel Quintano Bonifaz
- Cardinale Buenaventura Córdoba Espinosa de la Cerda
- Cardinale Giuseppe Maria Doria Pamphilj
- Papa Pio VIII
- Papa Pio IX
- Cardinale Alessandro Franchi
- Cardinale Giovanni Simeoni
- Cardinale Antonio Agliardi
- Cardinale Basilio Pompilj
- Cardinale Adeodato Piazza, O.C.D.
- Cardinale Sebastiano Baggio
- Arcivescovo Emilio Tagle Covarrubias
- Vescovo Carlos Marcio Camus Larenas